# 走出埃及全球聯盟
出埃及全球聯盟（Exodus Global Alliance）是基督教出於宗教信仰否定同性戀行為的國際性機構，目的是「鼓勵同性戀者藉著基督教信仰，於性的綑綁中得釋放。」。
出埃及全球聯盟於1995年，從前身組織「國際北美出埃及」（Exodus International North America，於1976年成立於美國）延伸出自立門戶而成；而創建「國際北美出埃及」的兩位創始者Gary Cooper 及Michael Bussee因自身後來發展出同性愛情，就回頭否認「國際北美出埃及」組織所曾從事的「脫離同性戀」運動，認為該組織及運動製造自我仇恨；輔導行為被認為是不當醫療行為。「國際北美出埃及」創辦人後來出面道歉，指出他其實沒有成功讓任何人變回異性戀，反而造成許多人自我認同崩解，「國際北美出埃及」組織也已在2013年解散 。然而美國仍有輔導師與心理師，幫助自己主動接洽輔導師，想選擇改變的LGBTQ族群，協助他們有自我選擇，可以將性向流回異性戀，如The Alliance for Therapeutic Choice and Scientific Integrity（治療選擇與科學誠信聯盟），但性向治療正當性仍是備受爭論的議題。而出埃及全球聯盟在1995年從「國際北美出埃及」分別出來後，更與在2013年倒閉的「國際北美出埃及」，因理念與經歷不同，清楚切割關係。出埃及全球聯盟底下現在在全世界都有參與的聯盟組織，繼續協助自願選擇改變的LGBTQ族群。

## Mike Bussee道歉事件
2007年6月27日，國際北美出埃及的創辦人之一Michael Bussee，與另兩位的前領導Jeremy Marks與Darlene Bogle正式承認性傾向無法改變，並為創辦此組織發表公開道歉書。